# Smolny-Institut
Das Smolny-Institut (russisch Смольный институт) ist ein ursprünglich als Kloster konzipierter Komplex in Sankt Petersburg, der jedoch nie als solches benutzt wurde. Der Komplex unterteilt sich dabei in das Institut selbst und das Kloster (russisch Смольный монастырь) samt Auferstehungskathedrale (russisch Смольный Воскресения Христова собор).

## Namensherkunft und Lage
Smolny kommt vom russischen Wort smoljanoj (russisch смоляной), was so viel wie harzig oder teerig bedeutet. Der Standort war ein ehemaliges Gelände einer Teerfabrik, gelegen an einer Newa-Biegung im Nordosten Sankt Petersburgs. Heute liegt das Kloster am Rastrelli-Platz (russisch площадь Растрелли), der zu Ehren des Architekten des Smolny-Klosters so benannt worden ist.

## Kloster und Auferstehungskathedrale

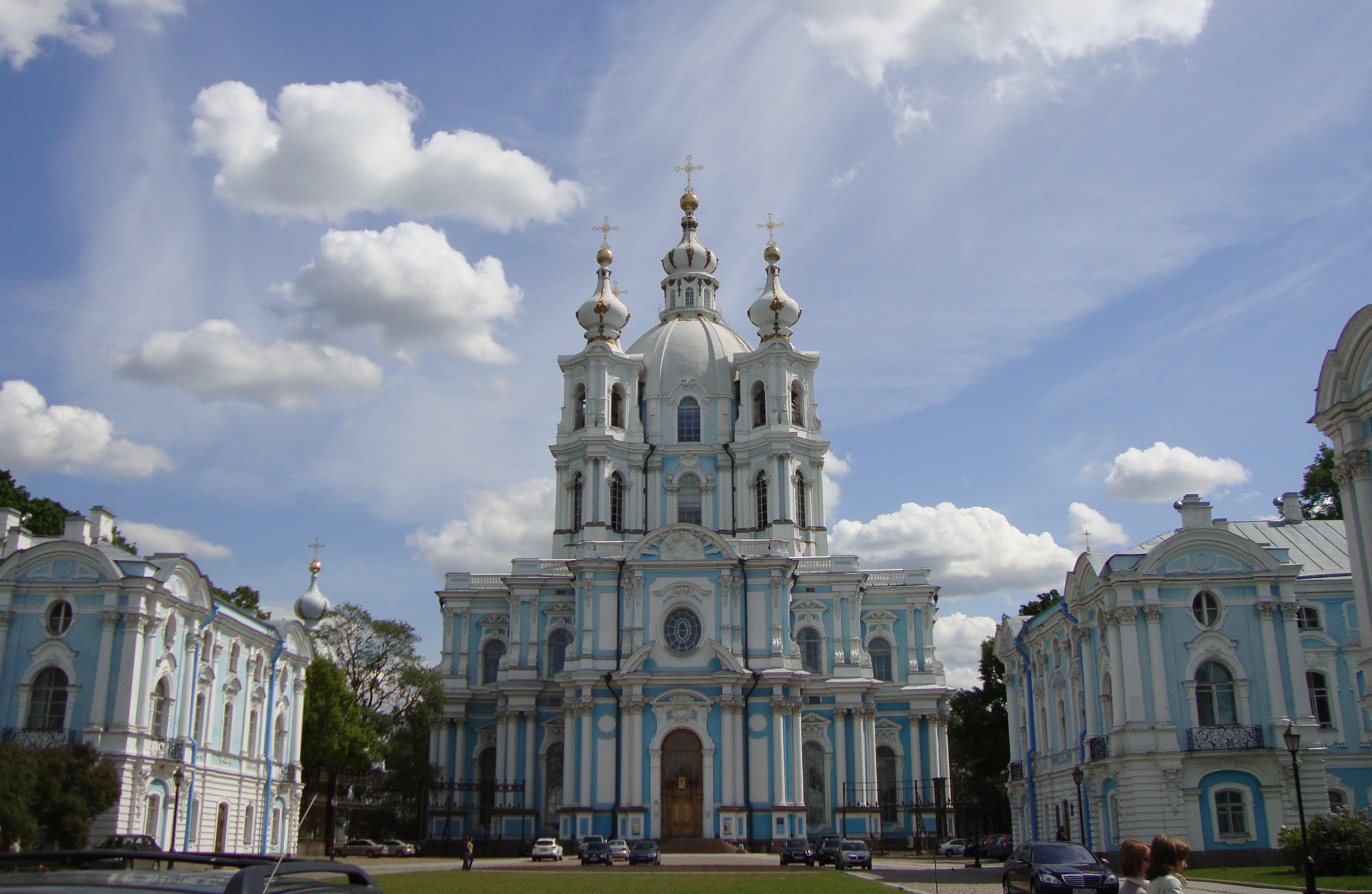
Frontalansicht der Kathedrale des Smolny-Klosters

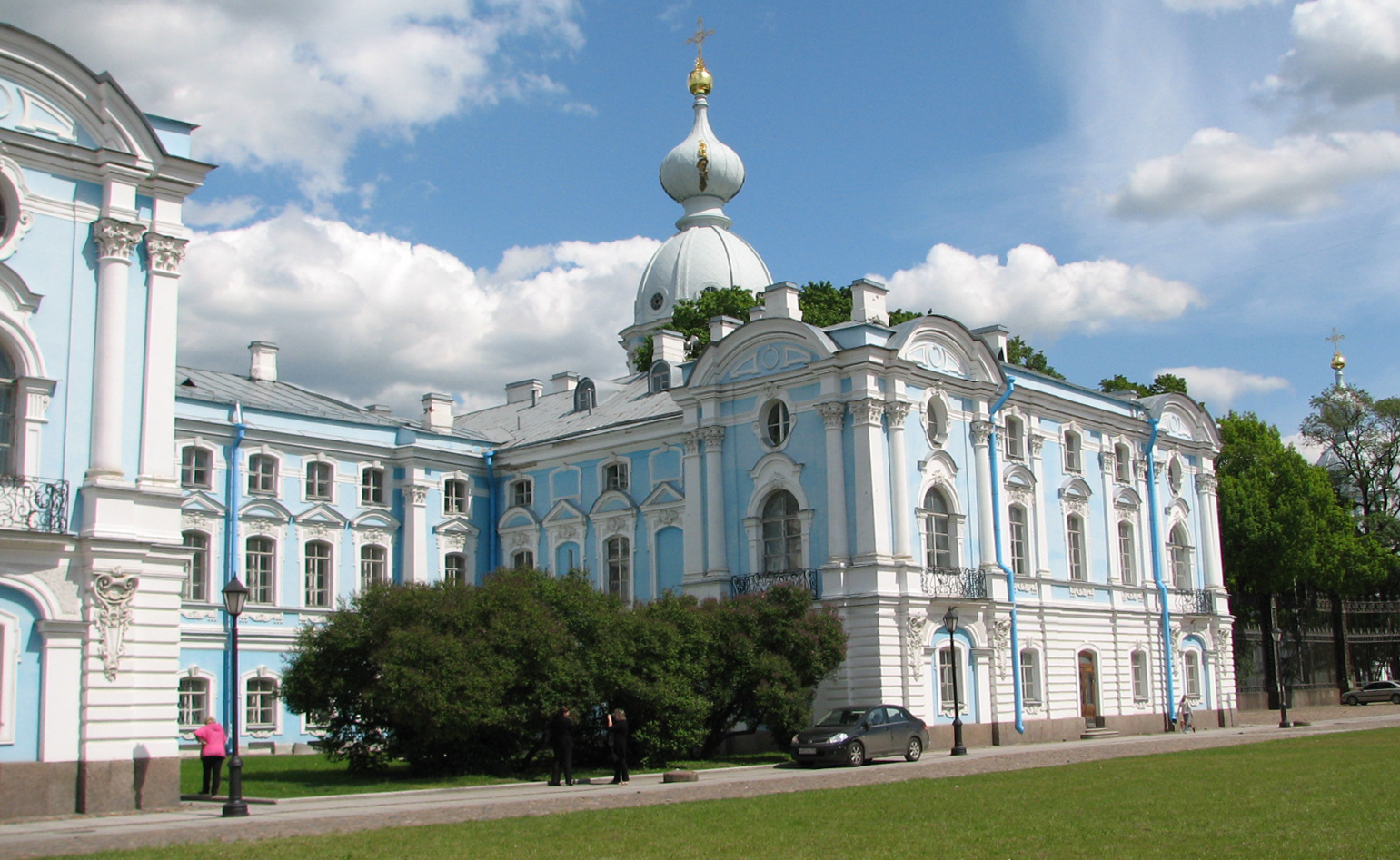
Seitenansicht des Smolny-Klosters

Das Kloster wurde von Zarin Elisabeth I. als Altersruhesitz geplant und vom italienischen Baumeister Bartolomeo Francesco Rastrelli in den Jahren 1748 bis 1757 erbaut. Das Kloster ist in Form eines griechischen Kreuzes angelegt, in dessen vier Ecken einkupplige Kirchen integriert wurden. Es wird weithin als Meisterwerk des Elisabethanischen Barocks angesehen. Die für Rastrelli typischen weiß-blauen Farbtöne dominieren. Der von ihm entworfene 160 Meter hohe Glockenturm hätte das höchste Gebäude Russlands der damaligen Zeit werden sollen. Der Ausbruch des Siebenjährigen Kriegs verhinderte jedoch den weiteren Ausbau und mit dem Tode Elisabeths im Jahre 1762 wurden die Pläne für den Glockenturm und den weiteren Innenausbau auf Eis gelegt. Da die neue Zarin Katharina II. zudem den Klassizismus bevorzugte, erhielt der vormalige Hofarchitekt Rastrelli keine weiteren Aufträge mehr.
Der weitere Innenausbau erfolgte erst gut 70 Jahre später unter dem Baumeister Wassili Stassow im Auftrag des Zaren Nikolaus I. im Jahre 1828. Stassow lehnte sich dabei eng an Rastrellis Entwürfen an. Die Kathedrale wurde von ihm im damals vorherrschenden neoklassizistischen Stil prunkvoll ausgestaltet und enthält einen Silbertabernakel, der einem Tempel mit 24 Säulen und einem Altar in der Mitte ähnelt. Am 22. Juli 1835 wurde die Kathedrale gesegnet. In den Jahren 1873 bis 1875 entstand die Ikonostase nach dem Vorbild des Petersburger Barocks. Die den Heiligen Elisabeth und Maria Magdalena geweihten Seitenaltäre wurden im Jahre 1885 errichtet. Obschon die Kathedrale geweiht wurde, diente das Kloster nie als solches.
Heute dient der Innenraum der Kathedrale unter anderem als Konzertsaal. In den Gebäuden des Klosterkomplexes befinden sich zudem die Fakultäten der Soziologie, Politikwissenschaft und Internationale Beziehungen der Staatlichen Universität Sankt Petersburg.

## Smolny-Institut

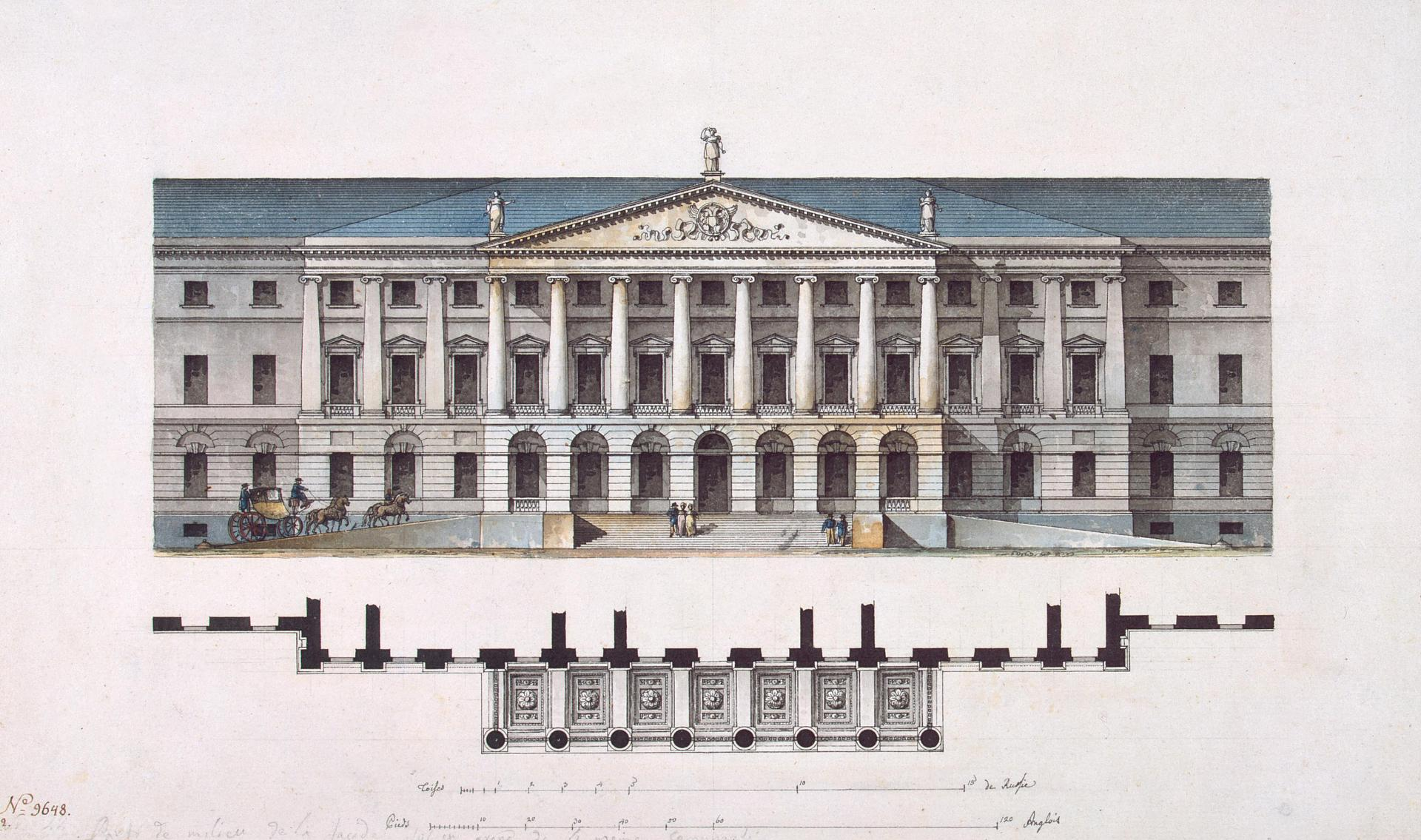
Entwurfszeichnung des 1806 bis 1808 nach einem Entwurf Giacomo Quarenghis errichteten Smolny-Instituts

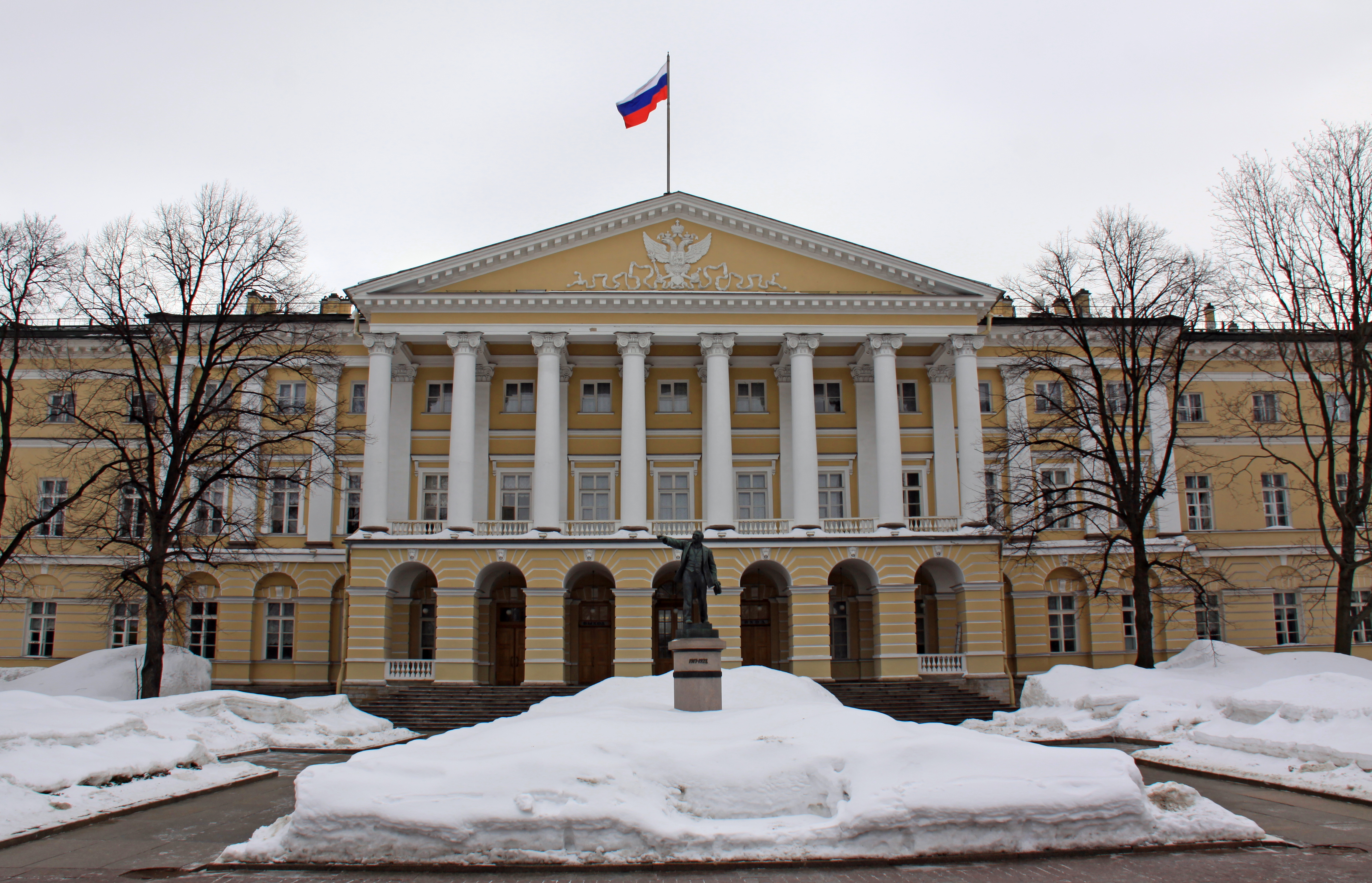
Das Smolny-Institut in Sankt Petersburg

Katharina ließ im Jahre 1764 zunächst Teile des Klosters zu einer höheren Bildungsanstalt für Mädchen umfunktionieren. Nachdem die Zahl der Schülerinnen gestiegen war, wurde auf dem Gelände des Klosters das Smolny-Institut errichtet, um die älteren Mädchen aufzunehmen. Das Gebäude wurde 1806 bis 1808 nach streng klassizistischen Plänen des Architekten Giacomo Quarenghi errichtet. Formgebend ist ein zentraler Portikus mit acht Säulen, der vor der eigentlichen Halle mit zahlreichen weißen Säulen errichtet wurde.
Das Institut diente im 19. Jahrhundert als Bildungsanstalt für adelige Mädchen, die auf das Leben in der höheren Gesellschaft als Hofdamen vorbereitet wurden und hauptsächlich Fremdsprachen und gutes Benehmen erlernten. Es war die erste Bildungseinrichtung für Frauen in Russland überhaupt; sie stand bis zum Jahre 1917 unter dem persönlichen Schutz der Zarin.
Besonders bekannt wurde das Institutsgebäude, als im August 1917 der Petrograder Sowjet seinen Tagungsort vom nahegelegenen Taurischen Palast in den Smolny verlegte. Hier wurde die Oktoberrevolution geplant und die ersten Dekrete über den Frieden und über Grund und Boden beschlossen. Mit dem Satz „Jetzt beginnen wir mit dem Aufbau einer neuen Ordnung“ habe Lenin die Vorstellung dieser beiden Dekrete eröffnet, berichtet John Reed in Zehn Tage, die die Welt erschütterten. 
Nach dem Sturz der Regierung Kerenski residierte hier der Rat der Volkskommissare, hier tagte der zweite Allgemeine Kongress der Sowjets der Arbeiter- und Soldatenräte. Der Kongress tagte bis in die frühen Morgenstunden des 26. Oktober / 8. November 1917 und nach dem Sturm auf den Winterpalast wurde die Machtübernahme um 5 Uhr morgens in einem Schreiben mit dem Titel An die Arbeiter, Soldaten und Bauern juristisch verankert. Lenin proklamierte die Sozialistische Sowjetrepublik, die von einem Rat der Volkskommissare (ab 1946 Ministerrat) unter seiner Führung geleitet wurde. Lenin bewohnte zunächst Zimmer Nr. 67 im rechten Flügel der dritten Etage dann ab Mitte November 1917 bis 10. März 1918 arbeitete er im Zimmer Nr. 86 im zweiten Stock. Nachdem Moskau am 10. März 1918 wieder Hauptstadt des Landes geworden war, diente das Smolny-Institut als Sitz der Petrograder/Leningrader KPdSU.
Um die wichtige Rolle des Smolnys als Wiege der Revolution zu betonen, wurden 1923–1924 am Beginn der Hauptstraße zum Institut zwei fünfsäulige Propyläen errichtet. Sie sind einfach gehalten, dominieren aber den Zugang und verbinden das Institut mit dem sogenannten Platz der proletarischen Diktatur und dem angrenzenden Garten. Die Neugestaltung lag in den Händen der Architekten Wladimir Schtschuko und Wladimir Helfreich.
Zum 10. Jahrestag der Oktoberrevolution wurde im Jahr 1927 am Haupteingang des Gebäudes ein Lenin-Denkmal des Bildhauers Wassili Koslow errichtet. Der runde Sockel trägt die Inschrift 1917–1927 und ist durch ein Bronzeband mit der Aufschrift "Lang lebe die Diktatur des Proletariats" umgürtet. In den 1930er Jahren wurde der Garten mit Blumenbeeten und Springbrunnen erweitert und die Büsten von Karl Marx und Friedrich Engels vom Bildhauer Sergei Jewsejew aufgestellt. Die Skulpturen sind in Bronze gegossen und befinden sich auf Granitsockeln.
Eher traurige Berühmtheit erlangte das Institut im Jahre 1934, als der damalige Parteifunktionär Sergej Kirow auf dem Gelände unter bis heute ungeklärten Umständen von einem Attentäter erschossen wurde.
Heute dient das Gebäude als Sitz der Sankt Petersburger Stadtregierung.